# Пальмитас
Пальмитас (исп. Palmitas) — населённый пункт сельского типа (Pueblo) на юго-западе Уругвая, на территории департамента Сорьяно.

## География
Населённый пункт находится в южной части департамента, к северу от гряды Кучилья-дель-Бискочо, на высоте 88 метров над уровнем моря.
Пальмитас расположен на расстоянии приблизительно 34 километров к юго-востоку от города Мерседес, административного центра департамента и на расстоянии 205 километров к северо-западу от Монтевидео, столицы страны. Ближайший гражданский аэропорт расположен в городе Мерседес.

## История
Пальмитас возник как населённый пункт при железнодорожной станции. Получил статус сельского населённого пункта (Pueblo) 6 ноября 1953 года.

## Население
По данным переписи 2011 года, население составляло 2 123 человека.
| Год  | Население |
| ---- | --------- |
| 1908 | 1433      |
| 1963 | 1288      |
| 1975 | 1332      |
| 1985 | 1531      |
| 1996 | 1774      |
| 2004 | 1954      |
| 2011 | 2123      |

Источник: Instituto Nacional de Estadística de Uruguay